# Chlamydatus brevicornis
Chlamydatus brevicornis är en insektsart som beskrevs av Knight 1964. Chlamydatus brevicornis ingår i släktet Chlamydatus och familjen ängsskinnbaggar. Inga underarter finns listade i Catalogue of Life.